# Grammy Awards de 1961
A 3.ª cerimônia anual do Grammy Awards foi realizada em 13 de abril de 1961, em Los Angeles e Nova Iorque. O evento contemplou trabalho de melhores gravações, composições e artistas do ano dentro do período de 1960. Ray Charles ganhou quatro prêmios, Bob Newhart e Henry Mancini ganharam três prêmios.

## Vencedores

### Geral
| Gravação do ano - "Theme from A Summer Place" – Percy Faith | Álbum do ano - The Button-Down Mind of Bob Newhart – Bob Newhart |
| Canção do ano - "Theme of Exodus" – Ernest Gold             | Artista revelação - Bob Newhart                                  |

### Infantil
| Melhor Gravação Infantil - Let's All Sing With the Chipmunks – Ross Bagdasarian Sr |

### Clássica
| Melhor Performance Orquestral - Bartók: Music for Strings, Percussion and Celesta – Fritz Reiner & Chicago Symphony Orchestra                            | Melhor Performance Clássica - A Program of Song: Leontyne Price Recital – Leontyne Price                             |
| Melhor Gravação de Ópera - Puccini: Turandot – Erich Leinsdorf, Birgit Nilsson, Giorgio Tozzi, Jussi Björling, Renata Tebaldi & Rome Opera Orchestra     | Melhor Performance de Coral - Handel: Messiah – Thomas Beecham & Royal Philharmonic Orchestra & Chorus               |
| Melhor Performance Clássica Solo Orquestrada - Brahms: Piano Concerto No. 2 in B Flat – Erich Leinsdorf, Sviatoslav Richter & Chicago Symphony Orchestra | Melhor Performance Clássica Solo - The Spanish Guitars of Laurindo Almeida – Laurindo Almeida                        |
| Melhor Performance de Música de Câmara - Conversations With the Guitar – Laurindo Almeida                                                                | Melhor Composição Clássica - Orchestral Suite from The Tender Land Suite – Aaron Copland & Boston Symphony Orchestra |

### Comédia
| Melhor Álbum Musical de Comédia - Jonathan and Darlene Edwards in Paris – Jo Stafford & Paul Weston | Melhor Álbum Falado de Comédia - The Button-Down Mind Strikes Back! – Bob Newhart |

### Composição e arranjos
| Melhor Trilha Sonora Original para Mídia Visual - Exodus – Ernest Gold | MelhorArranjo - Mr. Lucky – Henry Mancini |

### Country
| Melhor Single Country - "El Paso" – Marty Robbins |

### Folk
| Melhor Gravação Folk - "Swing Dat Hammer" – Harry Belafonte |

### Jazz
| Melhor Performance Instrumental de Jazz Solo - West Side Story (Original Broadway Cast) – André Previn | Melhor Performance Instrumental de Jazz em Grupo - Blues and the Beat – Henry Mancini |
| Melhor Composição de Jazz - Sketches of Spain – Gil Evans & Miles Davis                                |                                                                                       |

### Teatro musical
| Melhor Trilha Sonora de Musical - The Sound of Music – Oscar Hammerstein II, Richard Rodgers & Mary Martin | Melhor Trilha Sonora ou Gravação Original para Filme ou Televisão - Can Can – Cole Porter & Frank Sinatra |

### Capa e encarte
| Melhor Capa - Latin a la Lee – Marvin Schwartz |

### Pop
| Melhor Performance Feminina Pop Ella Fitzgerald - Álbum: Ella in Berlin: Mack the Knife - Canção: "Mack the Knife" | Melhor Performance Masculina Pop Ray Charles - Álbum: The Genius of Ray Charles - Canção: "Georgia on My Mind" |
| Melhor Performance por uma Dupla ou Grupo - "We Got Us" – Eydie Gormé & Steve Lawrence                             | Melhor Performance de Coro - Songs of the Cowboy – Norman Luboff                                               |
| Melhor Performance de Orquestra - Dance Along with Basie – Count Basie                                             | Melhor Performance de Orquestra ou Instrumentalista - Mr. Lucky – Henry Mancini                                |
| Melhor Canção Contemporânea - "Georgia on My Mind" – Ray Charles                                                   | |

### Produção e engenharia
| Melhor Álbum de Engenharia, Não-Clássico - Ella Fitzgerald Sings the George and Ira Gershwin Songbook – Luis P. Valentin | Melhor Álbum de Engenharia, Clássico - The Spanish Guitars of Laurindo Almeida – Hugh Davies & Laurindo Almeida |
| Melhor Engenharia de Gravação – Efeitos Especiais ou Inéditos - "The Old Payola Roll Blues" – John Kraus                 | |

### R&B
| Melhor Performance de R&B - "What a Diff'rence a Day Makes" – Dinah Washington |

### Falado
| Melhor Álbum Falado - FDR Speaks – Robert Bialek |